# Квартал 233
Квартал 233 — посёлок в городском округе Сухой Лог Свердловской области России.

## География
Посёлок Квартал 233 расположен в 20 километрах (по дорогам в 24 километрах) к западу от города Сухого Лога, на левом берегу реки Пышмы. При весеннем половодье автомобильное сообщение затруднено.

## История
В октябре 2021 года внесён законопроект об упразднении посёлка. В ноябре 2021 года законопроект был отозван по причине наличия в посёлке жилого дома, право собственности на которое зарегистрировано, а по этому адресу зарегистрированы жильцы.

## Население
| 2002 | 2010 |
| ---- | ---- |
| 18   | ↘0   |

Структура
По данным переписи населения 2002 года, национальный состав следующий: татары — 42 %, русские — 29 %.